# Hønning Mose
Hønning Mose er et knap 2 km² stort højmoseområde i Tønder Kommune umiddelbart vest for Hønning Plantage og nord for Sekundærrute 175 mellem Toftlund og Skærbæk. Den er en del af Life+projekt der omfatter  192 hektar privatejede mosearealer. Mosen har været præget af afvanding og tørvegravning. Projektet går blandt andet ud på at udvikle aktiv højmose hvor den tidligere har været nedbrudt og  skovbevokset tørvemose, og øge vandstanden i mosen.
Mosen er også en del af IBA (Important Bird Area): Lindet Skov, Hønning Mose & Plantage samt Lovrup Skov & Skrøp, og Natura 2000-område nr. 93 Lindet Skov, Hønning Mose, Hønning Plantage og Lovrup Skov.
I vinteren havde mosen besøg af store flokke overvintrende traner.
- Nær enden af Mosevej i Hønning Plantage står denne infotavle om mosen. Stien bagved fører tværs over mosen
- Udsigt mod nordøst fra stien
- Et vandhul ved stien opstået ved tørvegravning
- Ved et andet vandhul står en rusten olietønde